# Ossowice
Ossowice [pronunciación en polaco: /ɔssɔˈvit͡sɛ/] es un pueblo ubicado en el distrito administrativo de Gmina Cielądz, dentro del Distrito de Rawa, Voivodato de Łódź, en Polonia central. Se encuentra aproximadamente a 4 kilómetros al oeste de Cielądz, a 7 kilómetros al sureste de Rawa Mazowiecka, y a 58 kilómetros al este de la capital regional Łódź.